# Anoplodactylus vulcanus
Anoplodactylus vulcanus är en havsspindelart som beskrevs av Child, C.A. 1992. Anoplodactylus vulcanus ingår i släktet Anoplodactylus och familjen Phoxichilidiidae. Inga underarter finns listade i Catalogue of Life.